# Turma
Una turma (del latín ‘enjambre, escuadrón’, plural turmae) era una unidad de caballería en el ejército romano de la República y el Imperio. En el imperio bizantino, el término llegó a ser aplicado a las divisiones militares-administrativas más grandes (del tamaño de un regimiento) de un thema. La palabra se traduce a menudo como ‘escuadrón’, pero lo propio ocurre con el término ala, una unidad que estaba formada por varias turmas.

## Ejército romano

### República
En el siglo III y el siglo II a. C., la época de las guerras púnicas y la expansión de Roma hasta España y Grecia, el núcleo del ejército romano estaba formado por ciudadanos, aumentado por contingentes de los aliados de Roma (socii). La organización de la legión romana de la época es descrita por el historiador griego Polibio (véase el llamado «ejército polibio»), quien escribe que cada legión de infantería de 4,200 hombres estaba acompañada por 300 ciudadanos de caballería (équites). Este contingente se dividía en diez turmas. Según Polibio, los miembros del escuadrón elegían como oficiales a tres decuriones o decurios (‘líderes de 10 hombres’), de los cuales el primero en ser elegido actuaba como comandante del escuadrón y los otros dos como suplentes. Como en épocas anteriores, estos hombres provenían de las 18 centuriae del orden ecuestre, las clases más ricas del pueblo romano, que podían darse el lujo de mantener tanto el caballo como su equipamiento.

### Imperio

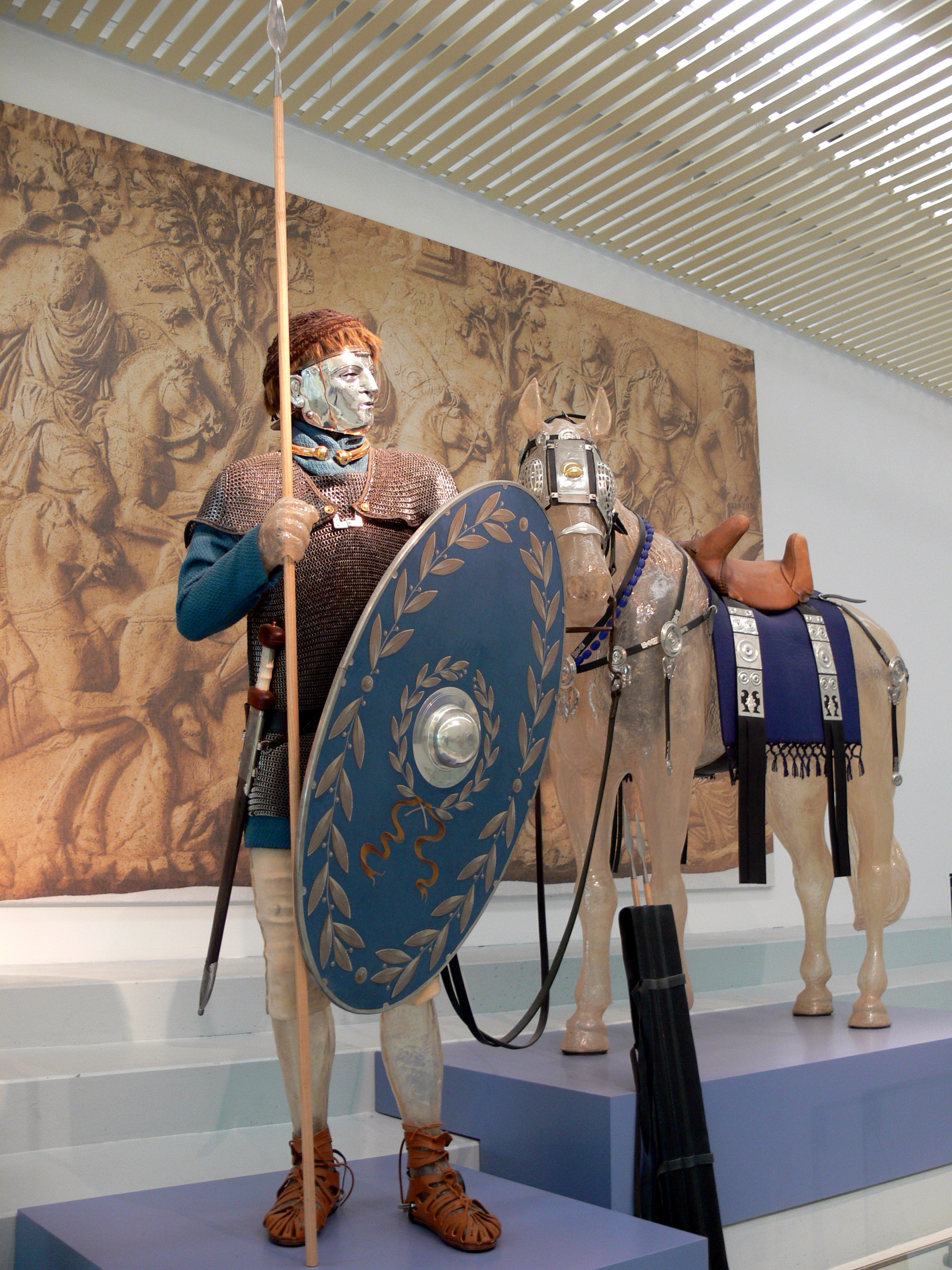
Reconstrucción de un jinete romano del Principado, Nijmegen

Con la reorganización del ejército bajo el emperador Augusto (r. 27 a. C. - 14 d. C.) y sus sucesores, la turma se convirtió en la subunidad básica de la caballería, el equivalente aproximado a la centuria en la infantería, ambas entre las auxiliares, que formaban el grueso de la caballería romana, y en los destacamentos de caballería legionaria. Los cohors equitata auxiliares eran una unidad mixta que combinaba infantería y caballería, y eran de dos tipos: los cohors equitata quingenaria, con una cohorte de infantería de 480 hombres y 4 turmas de caballería, y los cohors equitata miliaria reforzados, con 800 hombres de infantería y 8 turmas. Del mismo modo, las alas puramente de caballería contenían 16 (ala quingenaria ) o 24 turmae (ala miliaria). Las turmas individuales de jinetes de camellos (dromedarii) también aparecen entre las cohortes equitatae en el Medio Oriente, y el emperador Trajano (r. 98-117) estableció la primera unidad de caballería de camellos, el Ala I Ulpia dromedariorum Palmyrenorum.
La turma estaba todavía al mando de un decurio, ayudado por dos subalternos principales (suboficiales), un sesquiplicarius (soldado que recibía una paga y media) y un duplicarius (soldado con doble paga), así como un signifer o vexillarius (un abanderado, cf. vexillum). Estos rangos se correspondían respectivamente con el tesserarius (oficial de guardia), el optio y el signifer de infantería. El tamaño exacto de la turma bajo el principado, sin embargo, no es claro: 30 hombres era la norma en el ejército republicano y aparentemente en las cohortes equitatae, pero no para las alae. El De munitionibus castrorum, por ejemplo, registra que un cohors equitata miliaria contaba exactamente con 240 soldados, es decir, 30 hombres por turma, pero también describe el número de caballos para el ala miliaria, compuesta por 24 turmas, en 1000. Si se restan los caballos extra de los oficiales (dos por decurio, uno por cada uno de los dos suboficiales subalternos), se obtienen 832 caballos, una cifra que no se puede dividir equitativamente en 24. A la vez, Arriano dice explícitamente que el ala quingenaria contaba con 512 hombres, sugiriendo un tamaño de 32 hombres por cada turma.
En cuanto a las legiones, durante el Principado, cada una tenía un contingente de caballería organizado en cuatro turmas. Una turma legionaria estaba comandada por un centurión, asistido por un optio y un vexillarius como principales mayores. Cada uno de ellos lideraba una fila de diez soldados, para un total de 132 jinetes en cada legión. Su estatus era claramente inferior al de la infantería legionaria: los centuriones y principales de las turmae legionarias estaban clasificados como supernumerarios y, aunque sus hombres estaban incluidos en las listas de cohortes legionarias, acampaban separados de ellos.
En el ejército tardorromano, la turma y su estructura se mantuvieron, con cambios solo en la titelatura: la turma todavía estaba encabezada por un decurio, quien también comandaba la primera fila de diez hombres, mientras que las otras dos filas estaban comandadas por catafractarii subalternos, en esencia, los sucesores de los duplicarii y sesquiplicarii del Imperio temprano. Los rastros de esta estructura también sobrevivieron aparentemente en el ejército romano del este del siglo VI: en el Strategikon de Mauricio de finales del siglo VI, las filas de caballería están comandadas por un dekarchos (en griego: δέκαρχος, ‘líder de diez’).

## Imperio bizantino
En el siglo VII, como resultado de la crisis provocada por las primeras conquistas musulmanas, se reformó el sistema militar y administrativo bizantino: se abandonó la antigua división tardorromana entre administración militar y civil, y los restos de los ejércitos de campaña del ejército romano de oriente se establecieron en grandes distritos, los themata, que recibieron de ellos su nombre. El término turma, en su transcripción griega tourma (τούρμα o τοῦρμα), vuelve a aparecer en ese momento como la subdivisión principal de un thema. El ejército de cada thema (excepto para los Optimatoi) se dividió en dos a cuatro tourmai, y cada tourma adicionalmente en un número de moirai (μοίραι) o droungoi (δροῦγγοι), que a su vez estaban compuestos por varias bandas (singular: bandon, βάνδον, en latín: bandum, ‘pendón’).
Esta división se realizó a través de la administración territorial de cada thema: las tourmai y banda (pero no las moirai/droungoi) fueron identificadas con distritos claramente definidos que servían como sus áreas de guarnición y de reclutamiento. En su Taktika, el emperador León VI el Sabio (r. 886-912. 886-912) presenta un thema idealizado que consta de tres tourmai, cada una dividido en tres droungoi, etc. Esta imagen, sin embargo, es engañosa, ya que las fuentes no apoyan ningún grado de uniformidad en tamaño o número de subdivisiones en los diferentes themata, ni tampoco una correspondencia exacta de lo territorial con las divisiones tácticas: dependiendo de las exigencias tácticas, las tourmai administrativas más pequeñas podían unirse en campaña y las más grandes podían dividirse. Dado que la unidad elemental, el bandón, podía tener entre 200 y 400 hombres, la turma también podía alcanzar hasta 6,000 hombres, aunque parece que de 2,000 a 5,000 era la norma entre el siglo VII y principios del X.

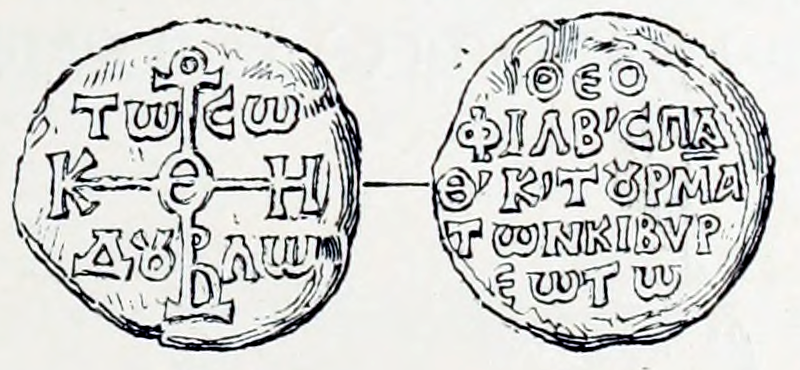
Sello de Teófilo, basilikos spatharios y tourmarchēs de los Cibirreotas

Cada tourma generalmente estaba dirigida por un tourmarchēs (τουρμάρχης, ‘comandante de un tourma’). En algunos casos, sin embargo, se podía nombrar en cambio un ek prosōpou, un representante temporal de los strategos gobernantes de cada thema. El título aparece por primera vez alrededor del año 626, cuando un tal George era tourmarchēs del thema armeniaco. Los tourmarchēs solían tener su base en una ciudad fortaleza. Además de sus responsabilidades militares, ejercían funciones fiscales y judiciales en el área bajo su control. En las listas de cargos (taktika) y sellos, los tourmarchai solían tener los rangos de spatharokandidatos, spatharios o kandidatos. En función y rango, los tourmarchēs se correspondían con los topotērētēs de los regimientos profesionales de tagmata imperiales. A los tourmarchai se les pagaba de acuerdo con la importancia de su thema: los de los themas más prestigiosos de Anatolia recibían 216 nomismata de oro al año, mientras que los de los themas europeos recibían 144 nomismata, la misma cantidad pagada a los droungarioi y otros oficiales de alto rango del thema. En algunas fuentes, el término anterior merarchēs (μεράρχης, ‘comandante de un meros, división’), que ocupaba una posición jerárquica similar en los siglos VI-VII, se usa indistintamente con tourmarchēs. En los siglos IX-X, a menudo se encuentra en la forma variante meriarchēs (μεριάρχης). Sin embargo, también se ha sugerido por académicos como J. B. Bury o John Haldon que este último era un puesto distinto, dado a los tourmarchēs vinculados a los strategos gobernantes de cada thema y que residían en la capital themática.
A mediados del siglo X, el tamaño promedio de la mayoría de las unidades disminuyó. En el caso de la tourma, y de 2,000 a 3,000 hombres se redujo a 1,000 hombres o menos, en esencia al nivel de los droungos anteriores, aunque aún se reportaban tourmai más grandes. Probablemente no sea una coincidencia que el término ‘droungos’ dejara de usarse en esa época. En consecuencia, la tourma se dividió directamente en cinco a siete bandas, cada una de 50 a 100 tropas de caballería o de 200 a 400 de infantería. El término turma en sí cayó gradualmente en desuso en el siglo XI, pero sobrevivió al menos hasta finales del siglo XII como término administrativo. Aún se mencionan tourmarchai en la primera mitad del siglo XI, pero el título parece haber dejado de usarse a partir de entonces.